# Paul Schrader & Co.
Die Paul Schrader GmbH & Co. KG ist ein deutscher Versandhandel mit Sitz in Bremen.

## Geschichte
Der ehemalige Fregattenkapitän der Kaiserlichen Marine Paul Schrader gründete am 3. Mai 1921 zusammen mit den Gesellschaftern Albert Bellstedt und Otto Blendermann das Tee- und Kaffeeversandhaus Paul Schrader GmbH & Co. Zunächst beschränkte sich das Unternehmen auf den Versandhandel mit speziellem Tee- und Kaffeesortiment. Im Juni 1921 erschien das erste Angebot in Form einer einseitigen Preisliste. Es umfasste sechs Sorten Tee und jeweils drei Sorten gerösteten und ungerösteten Kaffee sowie Kakao.
Im November 1921 versah man alle Artikel und Briefbögen erstmals mit dem Bildzeichen eines Teemännchens, das am 1. Februar 1922 beim Reichspatentamt angemeldet wurde. Das Aussehen des Teemännchens blieb seit damals im Kern bestehen und ist noch heute Teil des Firmenlogos. Im November 1925 übertrug der Gesellschafter Albert Bellstedt seinen Anteil an den Kaufmann Theodor Werner Gustav Tiemann, der als neuer Geschäftsführer nach Tätigkeiten als Teehändler in China fortan das Unternehmensgeschehen leitete.
1926 wurde das Angebot von Paul Schrader & Co. erweitert und neben zwölf Teesorten und acht Sorten Kaffee auch Schokolade und Pralinen verkauft. 1939 handelte das Unternehmen bereits mit über 200 Artikeln, durfte dann aber aufgrund des von der nationalsozialistischen Regierung erlassenen Gründungs- und Expansionsverbots für den Versandhandel nicht mehr weiter expandieren und stellte am 12. September 1939 den Kaffee- und Teeversand ein.
Am Ende des Zweiten Weltkrieges war die wirtschaftliche Lage des Bremer Versandhauses sehr schwierig. 1950 erschien erstmals seit Kriegsende wieder eine Preisliste, die jedoch nur fünf Seiten umfasste und aus lediglich 18 Artikeln bestand. Im darauf folgenden Jahrzehnt erholte sich das Unternehmen schnell und verzeichnete Wachstumsraten in allen relevanten Unternehmenskennzahlen. Auch die Angebotsliste hatte 1960 mit über 300 Artikeln erheblich an Umfang zugenommen.
Am 24. April 1961 starb der Gesellschafter Theodor Tiemann, dem die Expansion und die wirtschaftliche Festigkeit des Unternehmens zuzuschreiben waren. Im Januar 1962 trat Karl Wilhelm Arend Vollers seine Nachfolge an, der in der Bremer Gesellschaft und unter Teekennern auch als der deutsche Tee-Papst bezeichnet wurde. Weihnachten 1969 wurde das Sortiment abermals erweitert. Dessen Präsentation erfolgte in einer 16-seitigen Broschüre, die später als der erste Katalog des Unternehmens bezeichnet wurde. Der Sortimentsumfang des Unternehmens wuchs ständig, sodass in den 1970er-Jahren ein Wandel vom Spezialversender zum Sortimentsversandhandel erfolgte. So bot man ab 1982 zunehmend auch Schmuck, Möbel und Bücher an. Im Gegensatz zu Universalversendern wie Quelle, Otto und neckermann.de stand immer Tee als Produktgruppe im Vordergrund. Daher fanden sich seither in den Katalogen neben den Produkten auch kulturelle Informationen rund um die Ursprungsländer der Teesorten sowie Gebrauchsanweisungen zur Teezubereitung.
In den 1990er-Jahren bot man je Katalog teilweise bis zu 3500 Artikel auf über 300 Seiten an. Um sich jedoch wieder stärker auf das eigentliche Kerngeschäft des Tees zu konzentrieren, entschied man sich 2003 dafür, das inzwischen schon verschlankte Sortiment nochmals um rund 1000 Posten zu verringern. 2005 trat der heutige Geschäftsführer Michael Rolf die Nachfolge von Arend Vollers an.

## Vertrieb
Bei den Abnehmern der Waren von Paul Schrader & Co. handelt es sich überwiegend um Privatkunden.
Vertrieben werden die Produkte seit 1970 in vier jährlich erscheinenden Hauptkatalogen, die im Winter, Frühjahr, Sommer und Herbst veröffentlicht werden. Außerdem erscheinen zusätzlich zu Ostern und Weihnachten Saisonkataloge. 
Neben dem Katalogversand vertreibt das Unternehmen seit 1997 ein umfangreicheres Sortiment über das Internet. Ein weiterer Vertriebskanal stellt dabei eine eigene App dar. 
Mittlerweile bietet das Unternehmen für Firmenkunden diverse Fulfillment-Dienstleistungen an. Dabei übernimmt das Unternehmen die Lagerung, das Fulfillment und den Versand der Waren für diverse Partner.

## Produkte
Das Sortiment der Firma umfasst mehr als 400 Sorten Tee, von denen der größte Teil Hausmarken sind. Zirka 70 % des Umsatzes werden durch dessen Verkauf generiert. Darüber hinaus vertreibt das Unternehmen Kaffee, Kakao, Honig, Marmelade, Gebäck, Süßwaren sowie Non-Food-Produkte, wovon die meisten dieser Produkte fremdproduziert sind und bei Paul Schrader & Co. lediglich in kleinere Mengen abgepackt werden, ehe sie zum Kunden gelangen.